# Hayakawa Tomonobu
Tomonobu Hayakawa (sinh ngày 11 tháng 7 năm 1977) là một cầu thủ bóng đá người Nhật Bản.

## Sự nghiệp câu lạc bộ
Tomonobu Hayakawa đã từng chơi cho Urawa Reds, Yokohama FC và JEF United Chiba.